# Zapovednik Bastak
Zapovednik Bastak (Russisch: Бастак государственный природный заповедник) is een strikt natuurreservaat gelegen in de Joodse Autonome Oblast in het Russische Verre Oosten. De oprichting tot zapovednik vond plaats op 28 januari 1997 per decreet (№ 96/1997) van de regering van de Russische Federatie en had ten tijde van de oprichting een oppervlakte van 910,38 km². Op 21 april 2011, mede dankzij de steun van de Amoertak van het WWF, werd Zapovednik Bastak uitgebreid tot zijn huidige oppervlakte van 1.270,945 km². Daarnaast werd er een bufferzone van 265,5 km² ingesteld, waarvan een deel in de kraj Chabarovsk ligt.

## Kenmerken
Zapovednik Bastak is de enige zapovednik in de Joodse Autonome Oblast en ligt vrijwel direct ten noordoosten van de stad Birobidzjan. Het reservaat dankt haar naam aan de gelijknamige rivier Bastak die van noord naar zuid door het gebied stroomt. Zapovednik Bastak bevindt zich op de overgangszone van het Boerejagebergte en de Amoervallei.

## Flora en fauna
De flora en fauna in het reservaat wordt gekarakteriseerd door soorten die typerend zijn voor de Amoerregio, Oost-Siberië en het Russische Verre Oosten.

### Planten
Het reservaat bestaat uit biotopen als gemengde bossen, sparren-zilversparrenbossen, eikenbossen, berken-espenbossen met lariks, rietlanden en zeggenmoerassen. Daarnaast vindt men ook bergtoendravegetatie op de top van de hoogste berg van het reservaat, de Bydyr (1.207 m). Anno 2010 zijn er in Zapovednik Bastak 643 vaatplanten, 136 mossen en 409 soorten korstmossen vastgesteld. Afhankelijk van de biotoop kunnen de Mongoolse eik (Quercus mongolica), Aziatische rode berk (Betula davurica), Aziatische berk (Betula platyphylla), amoeresdoorn (Acer ginnala), Koreaanse den (Pinus koraiensis), esp (Populus tremula), Aziatische lariks (Larix gmelinii), jezospar (Picea jezoensis) of Oost-Siberische zilverspar (Abies nephrolepis) dominante bosvormers zijn.

### Zoogdieren

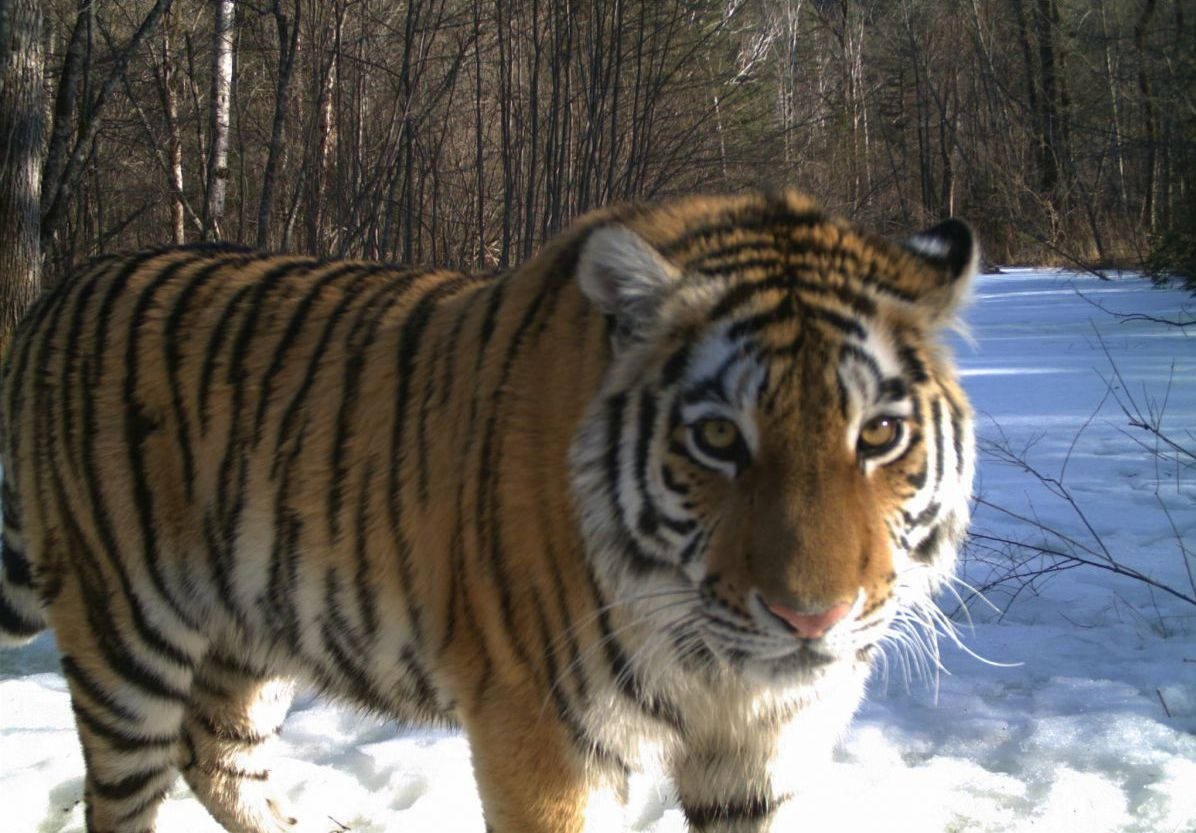
Vrijgelaten tijgerin op een cameraval in Zapovednik Bastak.

Zoogdieren zijn in Zapovednik Bastak ruim vertegenwoordigd, met 48 vastgestelde soorten. Zo leven er bruine beren (Ursus arctos), kraagberen (Ursus thibetanus), sabelmarters (Martes zibellina), wolven (Canis lupus), elanden (Alces alces), oessoeriherten (Cervus canadensis xanthopygus), Siberische reeën (Capreolus pygargus) en Siberische muskusherten (Moschus moschiferus) in de bossen. De Siberische tijger (Panthera tigris altaica) kwam tot aan de jaren 50 van de 20e eeuw voor in de Joodse Autonome Republiek en is sindsdien verdwenen. Er werden echter in januari 2008 sneeuwsporen van twee Siberische tijgers waargenomen op het grondgebied van Zapovednik Bastak, ca. 10 jaar na de oprichting van het reservaat. Deze waarneming volgt na een mogelijke sneeuwafdruk in 2006. Door deze vondst werd besloten om onderzoek te doen onder lokale jagers en mensen uit Birobidzjan die op het terrein van het reservaat werken. De gegevens die uit de enquête kwamen, suggereren dat er sneeuwafdrukken werden waargenomen in het gebied sinds de winter van 2004/2005.
In 2012 werd een verzwakte, jonge tijgerin gevonden in het zuiden van kraj Primorje. Ze werd gevangen en overgebracht naar een revalidatiecentrum. In het begin van 2013 werd besloten het dier los te laten in Zapovednik Bastak. In 2015 werd het vrijgelaten vrouwtje op een cameraval gezien, met twee welpjes.

### Vogels
Vogels zijn eveneens ruim vertegenwoordigd, met 210 vastgestelde soorten. Zo kan men in de uitgestrekte bossen soorten tegenkomen als rotsauerhoen (Tetrao urogalloides), spitsvleugelhoen (Falcipennis falcipennis), Naumanns lijster (Turdus naumanni), driekleurenvliegenvanger (Ficedula zanthopygia) en geelkeelgors (Emberiza elegans). Hogerop in de bergen leven bijvoorbeeld ook bergsnippen (Gallinago solitaria) en steenarenden (Aquila chrysaetos). In het zuidoosten van Zapovednik Bastak komen meerdere rivieren samen en worden boomloze, moerasachtige gebieden gevormd. Deze bestaan veelal uit rietlanden, zeggemoerassen en graslanden, waar kwetsbare of bedreigde vogelsoorten als zwartsnavelooievaar (Ciconia boyciana), monnikskraanvogel (Grus monacha), witnekkraanvogel (Grus vipio) en Swinhoes ral (Coturnicops exquisitus) leven.